# Karnydia laticlava
Karnydia laticlava is een rechtvleugelig insect uit de familie Chorotypidae. De wetenschappelijke naam van deze soort is voor het eerst geldig gepubliceerd in 1989 door Butlin, Blackith & Blackith.